# Großer Preis von Großbritannien 1976
Der Große Preis von Großbritannien 1976 (offiziell XXIX John Player Grand Prix) fand am 18. Juli auf dem Brands Hatch Circuit in Fawkham statt und war das neunte Rennen der Automobil-Weltmeisterschaft 1976.

## Berichte

### Hintergrund

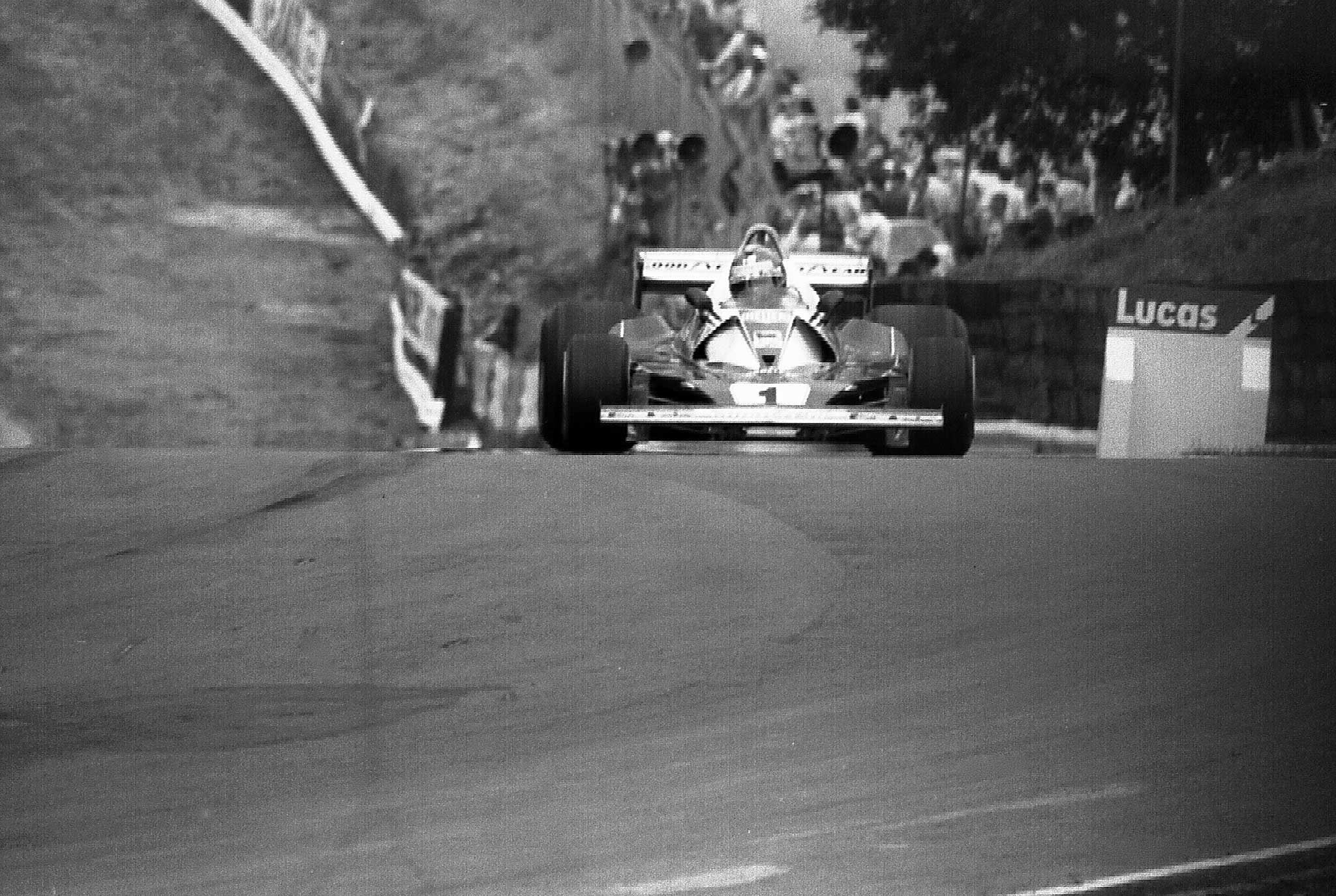
Niki Lauda im Ferrari 312T2

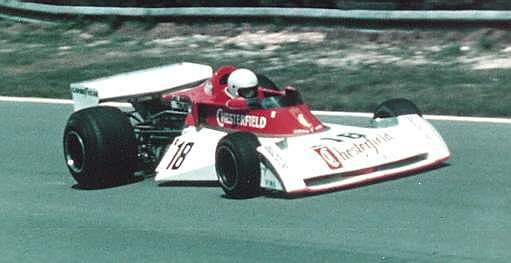
Brett Lunger im Surtees TS19

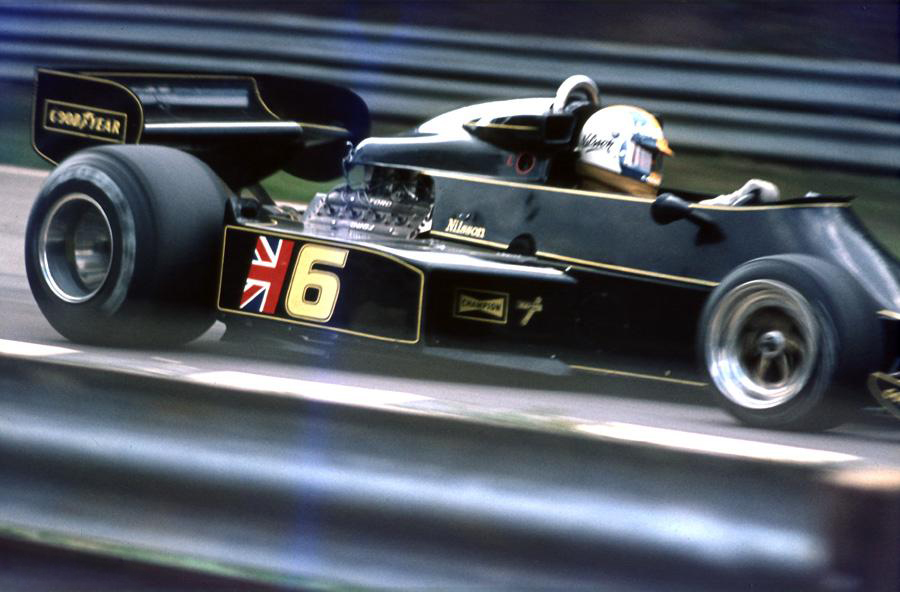
Gunnar Nilsson im Lotus 77

Entsprechend dem jährlichen Wechsel mit dem Silverstone Circuit, wo der Britische Grand Prix des Vorjahres ausgetragen worden war, fand das Rennen 1976 wieder in Brands Hatch statt, wo in der Zwischenzeit im Zuge der Verbesserung der Sicherheit mehrere leichte Umbauten vorgenommen worden waren.
Einige Gaststarter ergänzten das übliche Teilnehmerfeld. Darunter befand sich mit der Debütantin Divina Galica auch erstmals seit dem Auftaktrennen der Saison in Brasilien wieder eine Frau. Da auch Lella Lombardi am Steuer eines der beiden Kunden-Brabham des Teams RAM Racing in die Liste der Teilnehmer zurückkehrte, waren an diesem Wochenende zum ersten und bislang einzigen Mal in der Geschichte der Formel 1 zwei Frauen gleichzeitig für einen Grand Prix gemeldet. Mike Wilds wurde für sein Heimrennen ein privater Shadow DN3 zur Verfügung gestellt. Bob Evans kam am Steuer des zweiten Brabham des RAM-Teams zu seinem einzigen Einsatz in dieser Saison.
Während Chris Amon ins Cockpit des Ensign-Teams zurückkehrte, reduzierten die Teams Walter Wolf Racing und Copersucar-Fittipaldi ihr Engagement aus Kostengründen auf jeweils nur ein Fahrzeug.

### Training
Niki Lauda sicherte sich im Ferrari 312T2 die Pole-Position vor James Hunt im McLaren M23 und Mario Andretti im stetig konkurrenzfähiger werdenden Lotus 77. Clay Regazzoni komplettierte im zweiten Ferrari die zweite Startreihe vor Patrick Depailler im Tyrrell P34 und Amon, der mit dem Ensign N176 abermals eine überzeugende Trainingsleistung zeigte. Unter den vier Wagen, die die Top Ten komplettierten, befanden sich drei der vier Werks-March.
Neben Wilds scheiterten beide teilnehmenden Damen sowie Jacky Ickx an der Qualifikation für einen der 26 Startplätze. Für Ickx war dies der letzte Einsatz für das Team Wolf-Williams.

### Rennen
Die beiden in Führung liegenden Ferrari kollidierten unmittelbar nach dem Start in der ersten Kurve, was zu einem Dreher Regazzonis führte. Hunt versuchte, diesem auszuweichen, was jedoch nicht gelang. Sein McLaren verlor nach der Berührung mit dem Ferrari kurz den Bodenkontakt, ein Überschlag blieb jedoch aus. Jacques Laffite prallte in die Streckenbegrenzung, nachdem er ebenfalls mit dem entgegen der Fahrtrichtung ausgerichteten Wagen von Regazzoni kollidiert war. Der Rest des Feldes passierte die Unfallstelle ohne Probleme. Dennoch entschied sich die Rennleitung aufgrund der zahlreich auf der Strecke liegenden Trümmerteile, das Rennen mit der roten Flagge abzubrechen. Unterdessen fuhr Hunt mit beschädigter Aufhängung zu seiner Box und benutzte auf diesem Weg eine Abkürzung.
Während der Unterbrechung herrschte Uneinigkeit darüber, ob Regazzoni und Laffite, die beide unverletzt geblieben waren, mit ihren jeweiligen Ersatzautos zum Neustart antreten durften, obwohl sie zum Zeitpunkt des Rennabbruchs bereits ausgeschieden waren. Beide Teams entschieden sich für eine erneute Teilnahme. Hunts Wagen konnte noch vor dem Neustart repariert werden, wurde jedoch aufgrund der von Hunt gewählten Abkürzung auf dem Weg zu den Boxen als nicht mehr startberechtigt eingestuft. Begünstigt durch lautstarke Proteste der anwesenden Zuschauer erhielt Hunt schließlich dennoch von der Rennleitung die erneute Startberechtigung.
Beim zweiten Startversuch, bei dem sich ebenfalls Lauda an der Spitze behaupten konnte, gelangten die ersten Wagen ohne Probleme durch die ersten Kurven. Im hinteren Teil des Feldes kollidierten jedoch Evans und Guy Edwards sowie Depailler und Hans-Joachim Stuck. Für Edwards und Stuck bedeutete dies das Ende des Rennens.
Die Rangfolge an der Spitze mit Lauda vor Hunt, Regazzoni, Jody Scheckter und Ronnie Peterson blieb während der ersten Runden konstant, bis Peterson hinter Vittorio Brambilla zurückfiel. Dieser ließ in der 15. Runde an der Box neue Reifen montieren, sodass der fünfte Rang von Arturo Merzario eingenommen wurde. Durch die technisch bedingten Ausfälle Regazzonis und Brambillas sowie das weitere Zurückfallen Petersons gelangte Gunnar Nilsson auf den vierten Rang vor Tom Pryce.
Aufgrund von Getriebeproblemen wurde Lauda in der zweiten Hälfte des Rennens langsamer. Hunt holte auf, überholte den Österreicher in Runde 45 und gewann das Rennen schließlich mit deutlichem Vorsprung vor diesem. Scheckter kreuzte die Ziellinie als Dritter und John Watson, begünstigt durch den Ausfall Nilssons, als Vierter.
Nach dem Rennen legte Ferrari Protest gegen Hunts Sieg ein, da dieser eigentlich nicht mehr am Neustart hätte teilnehmen dürfen. Der Protest wurde zunächst abgelehnt. Eine endgültige Entscheidung fiel jedoch erst rund zwei Monate später im September 1976: Lauda wurde nachträglich zum Sieger des Rennens erklärt und Hunt disqualifiziert. Die Teilnahme von Regazzoni und Laffite am Neustart wurde im Nachhinein als ebenfalls unrechtmäßig beurteilt. Da beide das Rennen jedoch ohnehin nicht beendet hatten, blieb dies ohne Auswirkungen.

## Meldeliste
| Team                                   | Nr. | Fahrer             | Chassis         | Motor                     | Reifen |
| -------------------------------------- | --- | ------------------ | --------------- | ------------------------- | ------ |
| Scuderia Ferrari SpA SEFAC             | 01  | Niki Lauda         | Ferrari 312T2   | Ferrari 015 3.0 F12       | G      |
| Scuderia Ferrari SpA SEFAC             | 02  | Clay Regazzoni     | Ferrari 312T2   | Ferrari 015 3.0 F12       | G      |
| Elf Team Tyrrell                       | 03  | Jody Scheckter     | Tyrrell P34     | Ford Cosworth DFV 3.0 V8  | G      |
| Elf Team Tyrrell                       | 04  | Patrick Depailler  | Tyrrell P34     | Ford Cosworth DFV 3.0 V8  | G      |
| John Player Team Lotus                 | 05  | Mario Andretti     | Lotus 77        | Ford Cosworth DFV 3.0 V8  | G      |
| John Player Team Lotus                 | 06  | Gunnar Nilsson     | Lotus 77        | Ford Cosworth DFV 3.0 V8  | G      |
| Martini Racing                         | 07  | Carlos Reutemann   | Brabham BT45    | Alfa Romeo 115-12 3.0 F12 | G      |
| Martini Racing                         | 08  | Carlos Pace        | Brabham BT45    | Alfa Romeo 115-12 3.0 F12 | G      |
| Beta Team March                        | 09  | Vittorio Brambilla | March 761       | Ford Cosworth DFV 3.0 V8  | G      |
| March Engineering                      | 10  | Ronnie Peterson    | March 761       | Ford Cosworth DFV 3.0 V8  | G      |
| March Engineering                      | 34  | Hans-Joachim Stuck | March 761       | Ford Cosworth DFV 3.0 V8  | G      |
| Ovoro Team March                       | 35  | Arturo Merzario    | March 761       | Ford Cosworth DFV 3.0 V8  | G      |
| Marlboro Team McLaren                  | 11  | James Hunt         | McLaren M23     | Ford Cosworth DFV 3.0 V8  | G      |
| Marlboro Team McLaren                  | 12  | Jochen Mass        | McLaren M23     | Ford Cosworth DFV 3.0 V8  | G      |
| Shellsport/Whiting                     | 13  | Divina Galica      | Surtees TS16    | Ford Cosworth DFV 3.0 V8  | G      |
| Shadow Racing Team                     | 16  | Tom Pryce          | Shadow DN5B     | Ford Cosworth DFV 3.0 V8  | G      |
| Shadow Racing Team                     | 17  | Jean-Pierre Jarier | Shadow DN5B     | Ford Cosworth DFV 3.0 V8  | G      |
| Team Surtees                           | 18  | Brett Lunger       | Surtees TS19    | Ford Cosworth DFV 3.0 V8  | G      |
| Team Surtees                           | 19  | Alan Jones         | Surtees TS19    | Ford Cosworth DFV 3.0 V8  | G      |
| Walter Wolf Racing                     | 20  | Jacky Ickx         | Williams FW05   | Ford Cosworth DFV 3.0 V8  | G      |
| Team Ensign                            | 22  | Chris Amon         | Ensign N176     | Ford Cosworth DFV 3.0 V8  | G      |
| Hesketh Racing                         | 24  | Harald Ertl        | Hesketh 308D    | Ford Cosworth DFV 3.0 V8  | G      |
| Penthouse Rizla Racing with Hesketh    | 25  | Guy Edwards        | Hesketh 308D    | Ford Cosworth DFV 3.0 V8  | G      |
| Ligier Gitanes                         | 26  | Jacques Laffite    | Ligier JS5      | Matra MS73 3.0 V12        | G      |
| Citibank Team Penske                   | 28  | John Watson        | Penske PC4      | Ford Cosworth DFV 3.0 V8  | G      |
| Copersucar-Fittipaldi                  | 30  | Emerson Fittipaldi | Copersucar FD04 | Ford Cosworth DFV 3.0 V8  | G      |
| RAM Racing                             | 32  | Bob Evans          | Brabham BT44B   | Ford Cosworth DFV 3.0 V8  | G      |
| RAM Racing                             | 33  | Lella Lombardi     | Brabham BT44B   | Ford Cosworth DFV 3.0 V8  | G      |
| Team Norev Racing with BS Fabrications | 38  | Henri Pescarolo    | Surtees TS19    | Ford Cosworth DFV 3.0 V8  | G      |
| Team P.R. Reilly                       | 40  | Mike Wilds         | Shadow DN3      | Ford Cosworth DFV 3.0 V8  | G      |

## Klassifikationen

### Startaufstellung
| Pos. | Fahrer             | Konstrukteur       | Zeit    | Ø-Geschwindigkeit | Start |
| ---- | ------------------ | ------------------ | ------- | ----------------- | ----- |
| 01   | Niki Lauda         | Ferrari            | 1:19,35 | 190,866 km/h      | 01    |
| 02   | James Hunt         | McLaren-Ford       | 1:19,41 | 190,722 km/h      | 02    |
| 03   | Mario Andretti     | Lotus-Ford         | 1:19,76 | 189,885 km/h      | 03    |
| 04   | Clay Regazzoni     | Ferrari            | 1:20,05 | 189,197 km/h      | 04    |
| 05   | Patrick Depailler  | Tyrrell-Ford       | 1:20,15 | 188,961 km/h      | 05    |
| 06   | Chris Amon         | Ensign-Ford        | 1:20,27 | 188,678 km/h      | 06    |
| 07   | Ronnie Peterson    | March-Ford         | 1:20,29 | 188,631 km/h      | 07    |
| 08   | Jody Scheckter     | Tyrrell-Ford       | 1:20,31 | 188,584 km/h      | 08    |
| 09   | Arturo Merzario    | March-Ford         | 1:20,32 | 188,561 km/h      | 09    |
| 10   | Vittorio Brambilla | March-Ford         | 1:20,36 | 188,467 km/h      | 10    |
| 11   | John Watson        | Penske-Ford        | 1:20,41 | 188,350 km/h      | 11    |
| 12   | Jochen Mass        | McLaren-Ford       | 1:20,61 | 187,882 km/h      | 12    |
| 13   | Jacques Laffite    | Ligier-Matra       | 1:20,67 | 187,743 km/h      | 13    |
| 14   | Gunnar Nilsson     | Lotus-Ford         | 1:20,67 | 187,743 km/h      | 14    |
| 15   | Carlos Reutemann   | Brabham-Alfa Romeo | 1:20,99 | 187,001 km/h      | 15    |
| 16   | Carlos Pace        | Brabham-Alfa Romeo | 1:21,03 | 186,909 km/h      | 16    |
| 17   | Hans-Joachim Stuck | March-Ford         | 1:21,20 | 186,517 km/h      | 17    |
| 18   | Brett Lunger       | Surtees-Ford       | 1:21,30 | 186,288 km/h      | 18    |
| 19   | Alan Jones         | Surtees-Ford       | 1:21,42 | 186,013 km/h      | 19    |
| 20   | Tom Pryce          | Shadow-Ford        | 1:21,84 | 185,059 km/h      | 20    |
| 21   | Emerson Fittipaldi | Copersucar-Ford    | 1:22,06 | 184,563 km/h      | 21    |
| 22   | Bob Evans          | Brabham-Ford       | 1:22,47 | 183,645 km/h      | 22    |
| 23   | Jean-Pierre Jarier | Shadow-Ford        | 1:22,72 | 183,090 km/h      | 23    |
| 24   | Harald Ertl        | Hesketh-Ford       | 1:22,75 | 183,024 km/h      | 24    |
| 25   | Guy Edwards        | Hesketh-Ford       | 1:22,76 | 183,001 km/h      | 25    |
| 26   | Henri Pescarolo    | Surtees-Ford       | 1:22,76 | 183,001 km/h      | 26    |
| DNQ  | Jacky Ickx         | Wolf-Williams-Ford | 1:23,32 | 181,771 km/h      | –     |
| DNQ  | Divina Galica      | Surtees-Ford       | 1:25,24 | 177,677 km/h      | –     |
| DNQ  | Mike Wilds         | Shadow-Ford        | 1:25,66 | 176,806 km/h      | –     |
| DNQ  | Lella Lombardi     | Brabham-Ford       | 1:27,08 | 173,923 km/h      | –     |

### Rennen
| Pos. | Fahrer             | Konstrukteur       | Runden | Stopps | Zeit       | Start | Schnellste Runde |
| ---- | ------------------ | ------------------ | ------ | ------ | ---------- | ----- | ---------------- |
| 01   | Niki Lauda         | Ferrari            | 76     | 0      | 1:44:19,66 | 01    | 1:19,91 (41.)    |
| 02   | Jody Scheckter     | Tyrrell-Ford       | 76     | 0      | + 16,18    | 08    | 1:20,76          |
| 03   | John Watson        | Penske-Ford        | 75     | 1      | + 1 Runde  | 11    | 1:20,32          |
| 04   | Tom Pryce          | Shadow-Ford        | 75     | 0      | + 1 Runde  | 20    | 1:21,39          |
| 05   | Alan Jones         | Surtees-Ford       | 75     | 0      | + 1 Runde  | 19    | 1:21,55          |
| 06   | Emerson Fittipaldi | Copersucar-Ford    | 74     | 0      | + 2 Runden | 21    | 1:21,95          |
| 07   | Harald Ertl        | Hesketh-Ford       | 73     | 0      | + 3 Runden | 23    | 1:23,74          |
| 08   | Carlos Pace        | Brabham-Alfa Romeo | 73     | 1      | + 3 Runden | 16    | 1:21,51          |
| 09   | Jean-Pierre Jarier | Shadow-Ford        | 70     | 0      | + 6 Runden | 24    | 1:23,20          |
| –    | Gunnar Nilsson     | Lotus-Ford         | 67     | 0      | DNF        | 14    | 1:21,43          |
| –    | Ronnie Peterson    | March-Ford         | 60     | 4      | DNF        | 07    | 1:21,21          |
| –    | Brett Lunger       | Surtees-Ford       | 55     | 0      | DNF        | 18    | 1:21,08          |
| –    | Patrick Depailler  | Tyrrell-Ford       | 47     | 1      | DNF        | 05    | 1:20,51          |
| –    | Carlos Reutemann   | Brabham-Alfa Romeo | 46     | 0      | DNF        | 15    | 1:21,90          |
| –    | Arturo Merzario    | March-Ford         | 39     | 0      | DNF        | 09    | 1:20,49          |
| –    | Clay Regazzoni     | Ferrari            | 36     | 0      | DNF        | 04    | 1:20,89          |
| –    | Jacques Laffite    | Ligier-Matra       | 31     | 0      | DNF        | 13    | 1:21,65          |
| –    | Bob Evans          | Brabham-Ford       | 24     | 1      | DNF        | 22    | 1:24,63          |
| –    | Vittorio Brambilla | March-Ford         | 22     | 1      | DNF        | 10    | 1:21,65          |
| –    | Henri Pescarolo    | Surtees-Ford       | 16     | 0      | DNF        | 26    | 1:25,60          |
| –    | Chris Amon         | Ensign-Ford        | 8      | 0      | DNF        | 06    | 1:23,04          |
| –    | Mario Andretti     | Lotus-Ford         | 4      | 0      | DNF        | 03    | 1:24,12          |
| –    | Jochen Mass        | McLaren-Ford       | 1      | 0      | DNF        | 12    | 2:08,06          |
| –    | Hans-Joachim Stuck | March-Ford         | 0      | 0      | DNF        | 17    | –                |
| –    | Guy Edwards        | Hesketh-Ford       | 0      | 0      | DNF        | 25    | –                |
| DSQ  | James Hunt         | McLaren-Ford       | 76     | 0      |            | 02    | (1:19,82)        |

## WM-Stände nach dem Rennen
Die ersten sechs des Rennens bekamen 9, 6, 4, 3, 2 bzw. 1 Punkt(e). Es zählten nur die besten sieben Ergebnisse aus den ersten acht Rennen und die besten sieben Ergebnisse aus den letzten acht Rennen. In der Konstrukteurswertung zählte nur das Ergebnis des bestplatzierten Fahrers eines Teams.

### Fahrerwertung
| Pos. | Fahrer             | Konstrukteur               | Punkte |
| ---- | ------------------ | -------------------------- | ------ |
| 01   | Niki Lauda         | Ferrari                    | 61     |
| 02   | Jody Scheckter     | Tyrrell-Ford               | 30     |
| 03   | James Hunt         | McLaren-Ford               | 26     |
| 04   | Patrick Depailler  | Tyrrell-Ford               | 26     |
| 05   | Clay Regazzoni     | Ferrari                    | 16     |
| 06   | Jochen Mass        | McLaren-Ford               | 10     |
| 07   | Jacques Laffite    | Ligier-Matra               | 10     |
| 08   | John Watson        | Penske-Ford                | 10     |
| 09   | Tom Pryce          | Shadow-Ford                | 7      |
| 10   | Hans-Joachim Stuck | March-Ford                 | 6      |
| 11   | Gunnar Nilsson     | Lotus-Ford                 | 4      |
| 12   | Carlos Pace        | Brabham-Alfa Romeo         | 4      |
| 13   | Alan Jones         | Surtees-Ford               | 4      |
| 14   | Carlos Reutemann   | Brabham-Alfa Romeo         | 3      |
| 15   | Mario Andretti     | Lotus-Ford / Parnelli-Ford | 3      |
| 16   | Emerson Fittipaldi | Copersucar-Ford            | 3      |
| 17   | Chris Amon         | Ensign-Ford                | 2      |
| 18   | Jean-Pierre Jarier | Shadow-Ford                | 0      |

| Pos. | Fahrer             | Konstrukteur            | Punkte |
| ---- | ------------------ | ----------------------- | ------ |
| 19   | Harald Ertl        | Hesketh-Ford            | 0      |
| 20   | Jacky Ickx         | Wolf-Williams-Ford      | 0      |
| 21   | Vittorio Brambilla | March-Ford              | 0      |
| 22   | Larry Perkins      | Boro-Ford               | 0      |
| 23   | Arturo Merzario    | March-Ford              | 0      |
| 24   | Renzo Zorzi        | Wolf-Williams-Ford      | 0      |
| 25   | Ronnie Peterson    | Lotus-Ford / March-Ford | 0      |
| 26   | Michel Leclère     | Wolf-Williams-Ford      | 0      |
| 27   | Bob Evans          | Lotus-Ford              | 0      |
| 28   | Ingo Hoffmann      | Copersucar-Ford         | 0      |
| 29   | Brett Lunger       | Surtees-Ford            | 0      |
| 30   | Loris Kessel       | Brabham-Ford            | 0      |
| 31   | Lella Lombardi     | March-Ford              | 0      |
| 32   | Guy Edwards        | Hesketh-Ford            | 0      |
| 33   | Patrick Nève       | Brabham-Ford            | 0      |
| –    | Ian Ashley         | B.R.M.                  | 0      |
| –    | Ian Scheckter      | Tyrrell-Ford            | 0      |
| –    | Henri Pescarolo    | Surtees-Ford            | 0      |

### Konstrukteurswertung
| Pos. | Konstrukteur       | Punkte |
| ---- | ------------------ | ------ |
| 01   | Ferrari            | 64     |
| 02   | Tyrrell-Ford       | 43     |
| 03   | McLaren-Ford       | 32     |
| 04   | Ligier-Matra       | 10     |
| 05   | Penske-Ford        | 10     |
| 06   | Shadow-Ford        | 7      |
| 07   | Lotus-Ford         | 6      |
| 08   | March-Ford         | 6      |
| 09   | Brabham-Alfa Romeo | 6      |

| Pos. | Konstrukteur       | Punkte |
| ---- | ------------------ | ------ |
| 10   | Surtees-Ford       | 4      |
| 11   | Copersucar-Ford    | 3      |
| 12   | Ensign-Ford        | 2      |
| 13   | Parnelli-Ford      | 1      |
| 14   | Wolf-Williams-Ford | 0      |
| 15   | Hesketh-Ford       | 0      |
| 16   | Boro-Ford          | 0      |
| 17   | Brabham-Ford       | 0      |
| –    | B.R.M.             | 0      |